# Песнь о Синклере
Песнь о Синклере (швед. Sinclairvisan) — песня, написанная в 1739 г. шведским промышленником Андерсом Уделем (1718—1773) на смерть майора Малькольма Синклера.
Состояла из 90 куплетов, положенных автором на мелодию испано-португальского танца фолия.

## Обстоятельства написания
Песнь стала ответом на убийство русскими офицерами шведского дипломатического курьера Малькольма Синклера, произошедшее в июне 1739 г. в Силезии. Шведское правительство в условиях шедшей тогда русско-турецкой войны старалось наладить контакты с султаном, чтобы взять реванш за поражение в Северной войне. Синклер был послан в Константинополь и, когда возвращался с депешами обратно, его настигли посланные фельдмаршалом Б. Минихом офицеры и, отобрав бумаги, убили.

## Сюжет

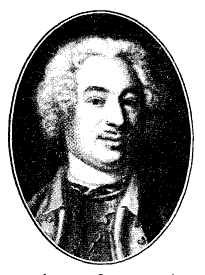
Малькольм Синклер

В песне от лица пастушка́ Селадона рассказывается, как ему является седовласый старик и увлекает его в незнакомую местность, где, открыв дверь, ведущую внутрь горы, впускает его. Там он видит рощи и поросшие кипарисом холмы. Они входят в стоящий здесь замок и оказываются в хорошо освещённом и прохладном зале, где сидят «двенадцать карлов», то есть двенадцать шведских королей, носивших имя Карл.
Далее следует описание одного из них — Карла XII: глаза его «не ведавшие страха» походили на глаза молодого орла, короткие волосы, зачёсанные вверх, образовывали корону, а торс был «как скала или мрамор в нашей церкви».
Вдруг открылась дверь, и в зал вошёл окровавленный человек с простреленной грудью. Король спросил его, кто он таков, и тот ответил, что он шведский майор по имени Малькольм Синклер. Монарх, изумлённый видом новоприбывшего, начал расспрашивать его об обстоятельствах его смерти. Тот отвечал, что был убит шестью русскими офицерами возле Бреслау. Далее следует диалог, в ходе которого Синклер вкратце сообщает о целях своей поездки в Турцию, а также рассказывает о внутренней ситуации в Швеции и международной обстановке.
Король в порыве гнева хочет сам возглавить войска, чтобы отомстить за обиду, однако Карл XI успокаивает его, замечая, что это дело его зятя Фредрика I и сестры Ульрики Элеоноры. Тот поддаётся на уговоры, заявив, что сердце его обливается кровью. Затем он вспоминает одержанные им победы и благодарит своих воинов за то, что они никогда не отступали перед врагом. После этого старик уводит пастушка, и тот охваченный патриотическим чувством призывает соотечественников отомстить за кровь Синклера.

## Значение
Песнь широко разошлась по Швеции и активно использовалась партией «шляп» для распространения в шведском обществе антирусских настроений. Эти настроения впоследствии привели к началу русско-шведской войны 1741—1743 гг.

## Внешние ссылки
- Текст «Песни о Синклере» (швед.) Архивная копия от 23 июня 2011 на Wayback Machine
- «Песнь о Синклере» на YouTube Архивная копия от 25 сентября 2016 на Wayback Machine